# Liste der Naturdenkmale in Gosheim
| Naturdenkmale | Anzahl |
| ------------- | ------ |
| FND           | 0      |
| END           | 8      |
| Gesamt        | 8      |

Die Liste der Naturdenkmale in Gosheim nennt die verordneten Naturdenkmale (ND) der im baden-württembergischen Landkreis Tuttlingen liegenden Gemeinde Gosheim. In Gosheim gibt es insgesamt acht als Naturdenkmal geschützte Objekte, keines ist ein flächenhaftes Naturdenkmal (FND), alle sind Einzelgebilde-Naturdenkmale (END).
Stand: 31. Oktober 2016.

## Einzelgebilde (END)
| Name                            | Bild | Kennung     | Einzelheiten | Position | Fläche Hektar | Datum         |
| ------------------------------- | ---- | ----------- | ------------ | -------- | ------------- | ------------- |
| Eibe am oberen Kehlenkreuz      | BW   | 83270190003 | Gosheim      | ⊙        | 0,0           | 15. Feb. 1985 |
| Greutbuche                      | BW   | 83270190007 | Gosheim      | ⊙        | 0,0           | 14. Dez. 1998 |
| Hinterhaldentanne II            | BW   | 83270190009 | Gosheim      | ⊙        | 0,0           | 14. Dez. 1998 |
| Kindlestanne                    | BW   | 83270190010 | Gosheim      | ⊙        | 0,0           | 14. Dez. 1998 |
| Moladentanne                    | BW   | 83270190008 | Gosheim      | ⊙        | 0,0           | 14. Dez. 1998 |
| Pilzkiefer im Lerchenbühl       |      | 83270190005 | Gosheim      | ⊙        | 0,0           | 15. Feb. 1985 |
| Wunderfichte                    |      | 83270190001 | Gosheim      | ⊙        | 0,0           | 15. Feb. 1985 |
| 2 Weidenbuchen im Böttinger Tal | BW   | 83270190004 | Gosheim      | ⊙        | 0,0           | 15. Feb. 1985 |
| Legende für Naturdenkmal        |      |             |              |          |               |               |